# Университетска болница „Лозенец“
Университетска болница „Лозенец“, известна също като „бившата Правителствена болница“, е една от най-големите болници в България. Седалището ѝ е в гр. София, квартал Лозенец.

## История
Болницата е създадена през април 1948 г. – по подобие на практиката в други социалистически страни – като Правителствена поликлиника със задачата да осигурява здравно и профилактично обслужване на служителите във висшите държавни и правителствени институции. Първоначално се намира на ул. Бъкстон № 6 в София.
През 1999 г. придобива статут на национално многопрофилно лечебно заведение под управлението на Министерския съвет. От 2019 г. болница „Лозенец“ губи статута си на „правителствена“ и става търговско дружество, собственост на държавата чрез Министерство на здравеопазването и под управлението на Софийския университет.

## Дейност
Университетска болница „Лозенец“ е многопрофилно лечебно заведение на бюджетна издръжка. Има 32 клиники и отделения, 3 операционни блока с 22 хирургични зали, еднодневна хирургия, кардиохирургия, инвазивна кардиология, диагностичен център, център за профилактична и трудова медицина. Всички клиники в болницата притежават 3-то ниво на компетентност, с изключение на звената за спешна медицина, което е с 1-во ниво на компетентност, и клиниките по вирусология и неонатология, които са с 2-ро ниво на компетентност.
Болница „Лозенец“ извършва: диагностика, лечение и рехабилитация на болни, наблюдение на бременни жени и оказване на родилна помощ, наблюдение на хронично болни и застрашени от заболяване лица, профилактика на болести и ранно откриване на заболявания, мерки за укрепване и опазване на здравето, трансплантации на органи, тъкани и клетки.
Университетска многопрофилна болница за активно лечение „Лозенец“ се специализира в образна диагностика, кардиохирургия, инвазивна кардиология, ендоскопска хирургия и др.
В периода от 1998 до юни 2021 г. директор на болница „Лозенец“ e проф. д-р Любомир Спасов, кардиохирург и специалист в трансплантацията на черен дроб. Под негово ръководство в болница „Лозенец“ за първи път в България са извършени операции като: аорто-коронарен байпас без ЕКК, т.нар. „биещо сърце“ (на 5 април 2000 г.), митрално-клапно протезиране чрез уникален ендоскопски метод (22 май 2003 г.), чернодробна трансплантация от жив донор (26 ноември 2004 г.) и др. През 2015 г.
През юни 2021 г. директор на лечебното заведение става доц. Радосвет Горнев, до тогава началник на клиниката по хирургия. По-късно същата година за директор е назначен д-р Христо Стоянов.

## Противоречия
- През 2012 г. ръководството на болница „Лозенец“ съобщава, че през 2011 г. са раздадени около 2,5 млн. лева допълнителни възнаграждения на лекари.[9]
- През юни 2021 г. е обявено, че Главна дирекция „Борба с организираната престъпност“ разследва 14 трансплантации, извършени в болница „Лозенец“ в нарушение на българското законодателство – от живи донори без роднинска връзка с реципиента.[10][11] На 3 юни 2021 г. служебният министър на здравеопазването Стойчо Кацаров освобождава ръководството на болница „Лозенец“ с твърдения за нарушения – източване на здравната каса, нарушения в процедурите за трансплантация и лоши финансови резултати.[12][13]
- През 2021 г. новото ръководство на болница „Лозенец“ информира за открити подслушвателни устройства (камери и микрофони) в болничните стаи в специалното отделение за висши държавни служители.[14]
- Неколкократно през XXI век е обсъждано преобразуването на болница „Лозенец“ в педиатрична болница – през 2018 г. по предложение на министъра на здравеопазването Кирил Ананиев[15] и отново през 2021 г. по предложение на служебния министър на здравеопазването Стойчо Кацаров.[16][17] Предложението е посрещнато с протести от обществеността и служители на болницата и не се осъществява.[18][19][20][21]
- През юни 2023 г. журналистическо разследване установява съществуването на таен луксозен апартамент от 500 кв.м в сградата на болницата.[22]